# Journal of the European Mathematical Society
Le  Journal of the European Mathematical Society est une revue mathématique à évaluation par les pairs, publiée mensuellement par la Société mathématique européenne.

## Description
La revue a été fondée en 1999. Elle publie des articles dans tous les domaines des mathématiques pures et appliquées. Les articles sont en général des articles de recherche originaux ; des exposés de synthèse peuvent aussi être publiés. Au début et jusqu'à fin 2003, le journal a été publié par Springer-Verlag. Depuis 2004, il est publié par la maison d'édition de l’EMS. Le premier rédacteur en chef de la Revue a été Jürgen Jost, suivi de Haim Brezis en 2004. Les rédacteurs en chef sont François Loeser en 2014, et Barbara Kaltenbacher en 2019. En 2025, les rédacteurs en chef sont Anton Alekseev (Université de Genève) et Susanna Terracini Università Degli Studi di Torino
En 2024, le facteur d'impact de la revue était de 2,5.

## Résumés et indexation
Le journal est indexé dans les bases suivantes :
- Mathematical Reviews
- MathSciNet
- Zentralblatt MATH
- Science Citation Index Expanded
- CompuMath Citation Index (en)
- Current Contents
- ISI Alerting Services
- Journal Citation Reports